# Lorenzo Crisetig
Lorenzo Crisetig (Cividale del Friuli, 20 de janeiro de 1993) é um futebolista italiano que joga como Volante. 
Está na Inter de Milão desde 2009-2015, atuando pelos times Sub-17 e Sub-19 dos Nerazzurri, mas ainda nao disputou nenhuma partida pelo time principal. Atualmente joga pelo Crotone.